# ROOT
ROOT – obiektowy szkielet aplikacji (ang. framework) wspomagający pisanie programów do analizy danych. Powstał w 1994 roku w laboratorium CERN na potrzeby analizy danych fizyki wysokich energii i jest od tego czasu stale rozwijany. ROOT zawiera:
- interpreter C++ (CINT)
- kompilator C++ (ACLiC)
- mechanizmy dynamicznego ładowania i kompilowania kodu oraz łączenia kodu interpretowanego i skompilowanego
- graficzny interfejs użytkownika i własną bibliotekę graficznych widżetów
- mechanizm refleksji
- mechanizm serializacji obiektów
- wbudowany system generowania dokumentacji z kodu źródłowego
- bibiotekę matematyczną
- bibliotekę statystyczną (funkcje statystyczne, dopasowywanie krzywych do danych, minimalizacja)
- bibliotekę kontenerów
- bibliotekę do tworzenia histogramów
- wejście/wyjście zoptymalizowane na potrzeby fizyki cząstek elementarnych
- bibliotekę wizualizacji trójwymiarowej, opartą na OpenGL
- klasy obudowujące funkcje systemu operacyjnego (aplikacje napisane z wykorzystaniem ROOTa mogą być całkowicie niezależne od systemu operacyjnego i dzięki temu przenośne)
- funkcje do zapisywania plików graficznych
- narzędzia do równoległej analizy danych.